# Gaja-patak
A Gaja-patak a Keleti-Bakony legfontosabb vízfolyása. Veszprém vármegyében, Nagyesztergár mellett, Veimpusztán ered, és 20 kilométeren át kelet felé folyik, majd a Fejér vármegyei Bodajknál délre fordul. Vizével táplálja a Fehérvárcsurgói-víztározót és dél felé folytatja az útját. Moha alatt belecsatlakozik a Móri-víz, s Székesfehérvár mellett a Séd északi ágának folytatását képező Nádor-csatornával egyesülve létrehozza a Sárvíz folyót, mely Sióagárdnál ömlik a Sióba.
A középkorban hadászati jelentősége kiemelkedő volt, ugyanis a Székesfehérvárt, az ország akkori fővárosát védelmező vizesárkokat, mocsarakat táplálta vízzel. A tatárjárás idején például részben a Gaja áradásának köszönhetően tartozott a város azon kevés magyar települések közé, melyeket nem tudtak bevenni a mongol hadak. A Fehérvárcsurgói-víztározó létesítése miatt a patak medrét több helyen átalakították: a víztározótól lefelé, a mesterséges mederben több zúgó található. Székesfehérvár Szárazrét városrészében nagy forgalmú közúti és kerékpáros hidak vezetnek át az ott már tekintélyes mélységű és szélességű patak fölött.
A Bakonyban található Gaja-völgy Fejér vármegye kiemelkedő szépségű és értékű természeti látnivalói közé tartozik, a Veszprém vármegyei Gaja-szurdok, más néven Római-fürdő szintén népszerű és egyedülálló kirándulóhely.

## Földrajz

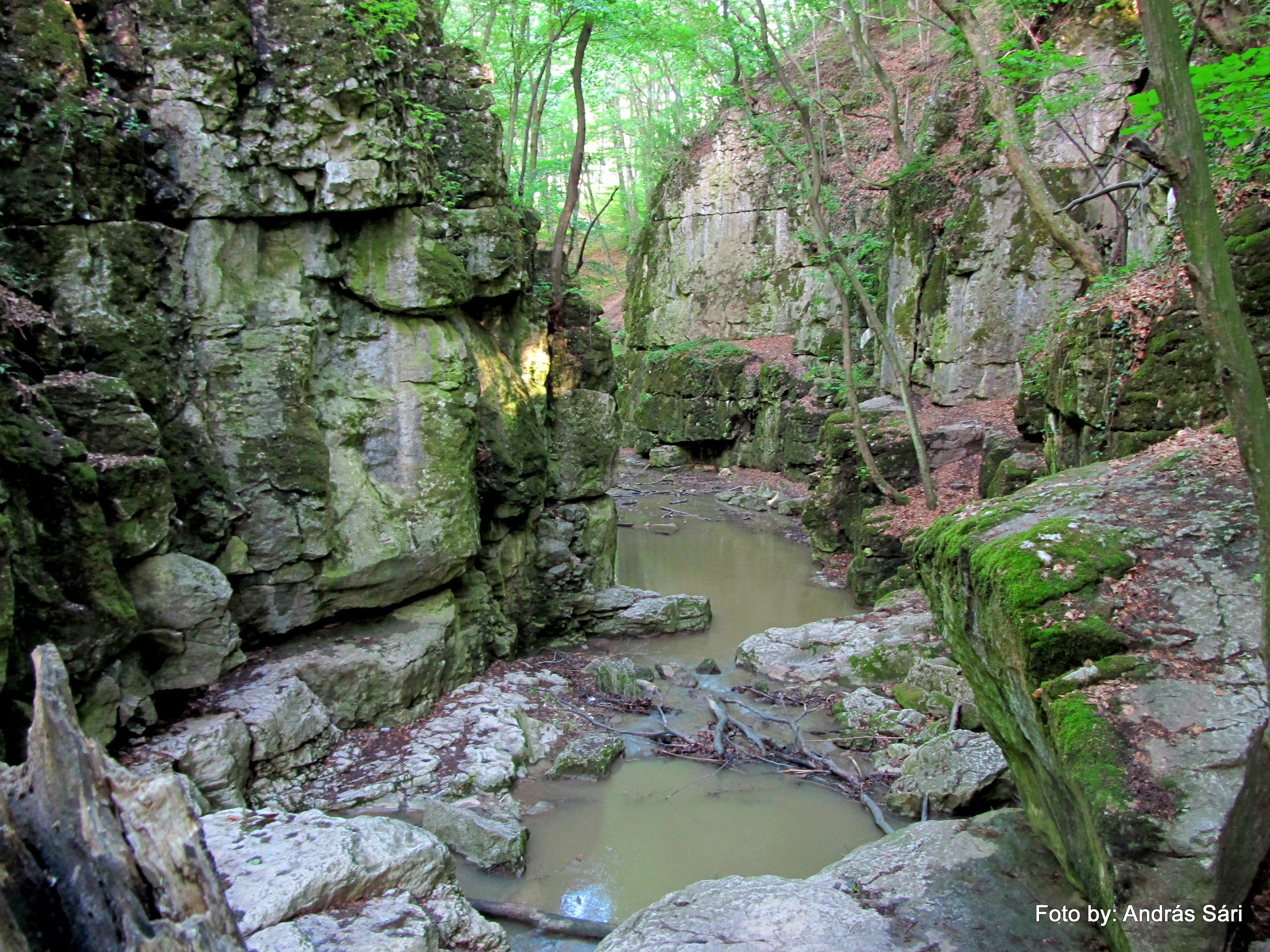
A Gaja-patak a bakonynánai Római-fürdőnél

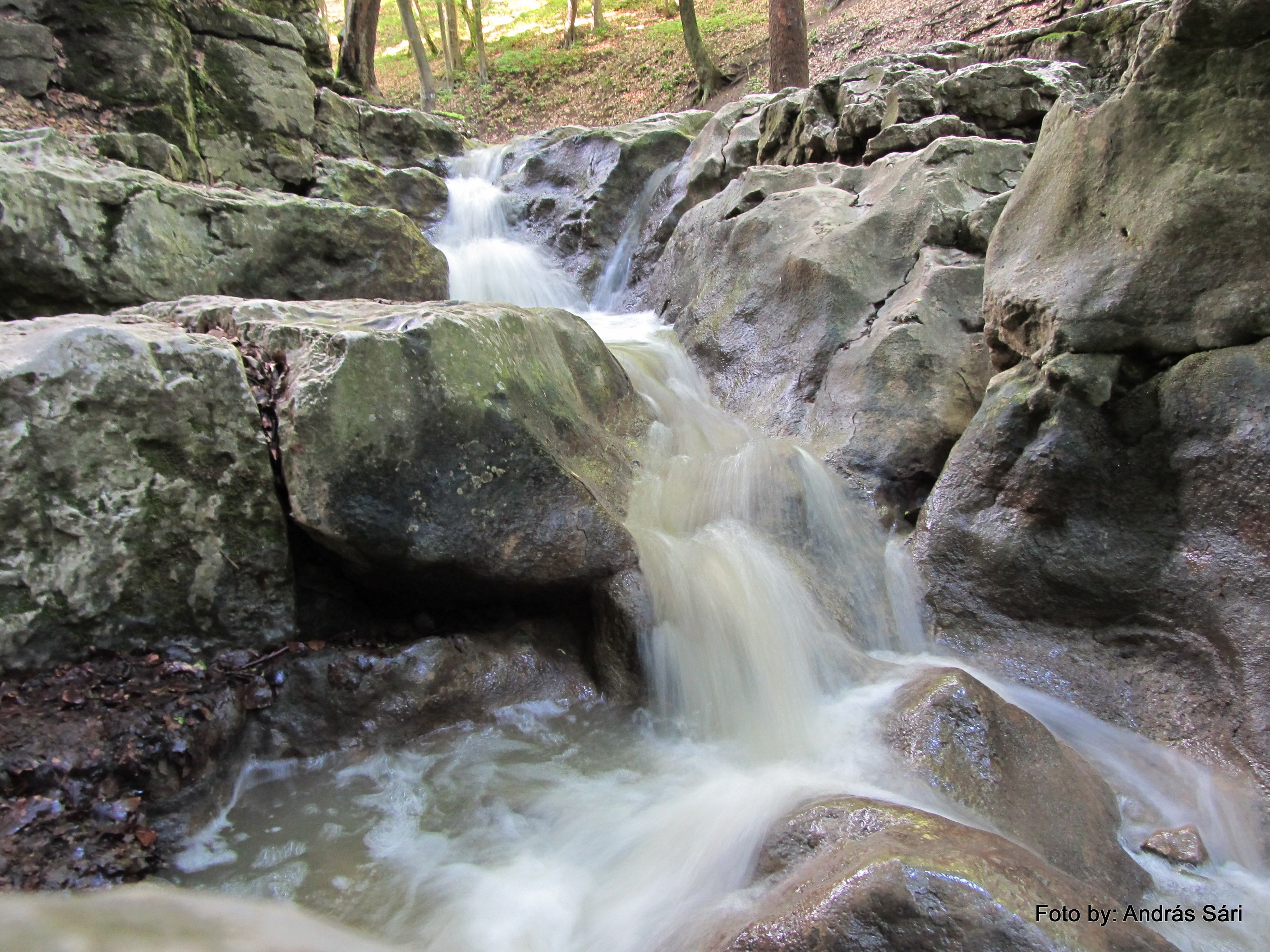
A Gaja-patak a bakonynánai Római-fürdőnél

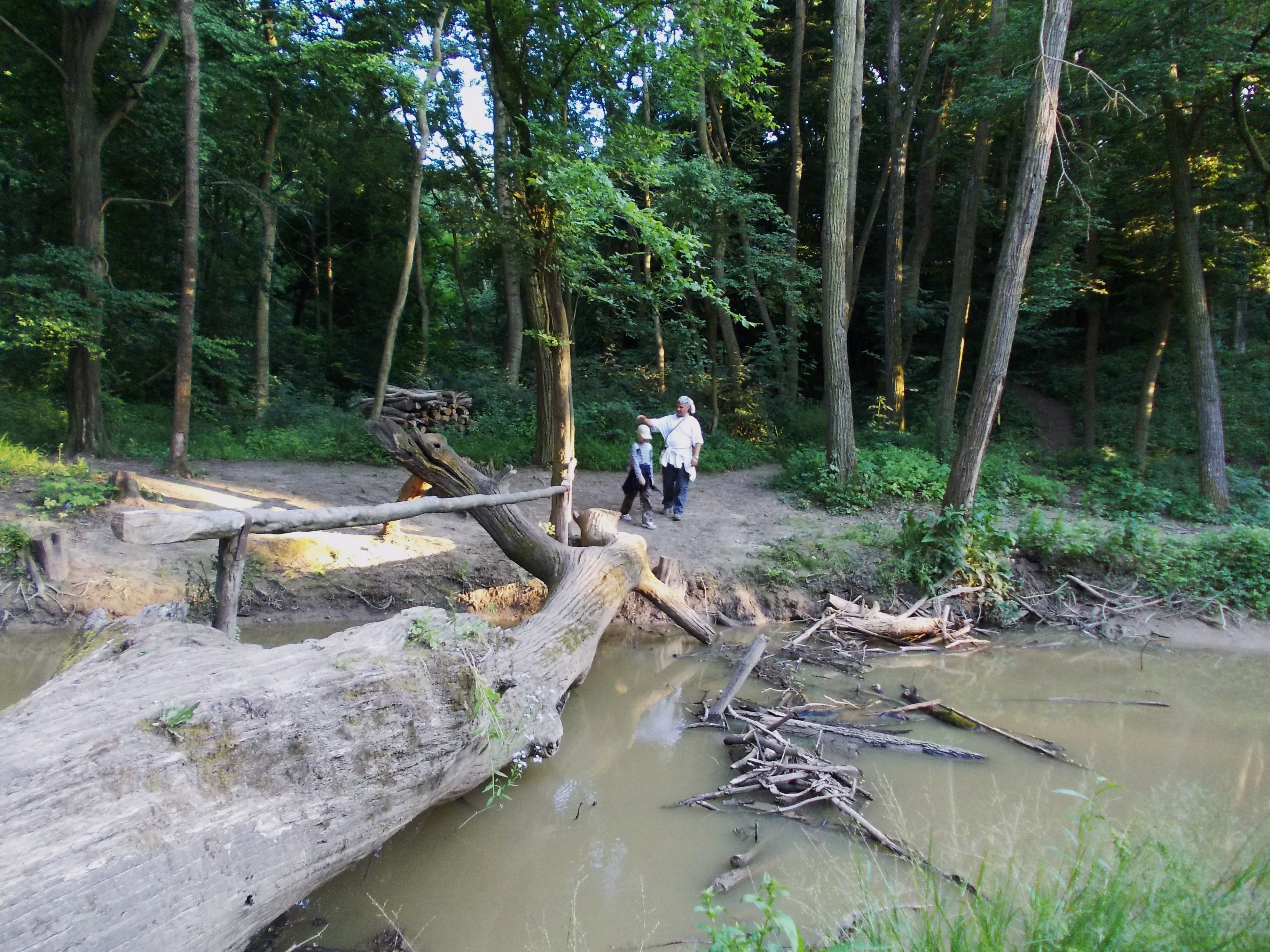
Átkelő a Gajavölgyben

### Mellékvizek
A patakba torkollik a Malmi-patak, a Szápári-ér, a Súri-patak, a Fekete-berki-vízfolyás, a Velegi-vízfolyás és a Móri-víz.
A Gaja-patak vízgazdálkodási szempontból az Észak-Mezőföld és Keleti-Bakony Vízgyűjtő tervezési alegység működési területéhez tartozik.

### Élővilág
A Gaja-patak jellemző halfajai a következők:
- tavi pisztráng ( Salmo trutta lacustris. )
- sebes pisztráng (Salmo trutta )
- kárász (Carassius carassius Nils.)
- dévérkeszeg (Abramis brama L.)
- fejes domolykó (Leuciscus leuciscus L.)
- szélhajtó küsz (Alburnus alburnus L.)
- ökle (Rhodeus sericeus amarus B.)
- ponty (Cyprinus carpio L.)
- csuka (Esox lucius L.)
- sügér (Perca fluviatilis)

### Adatok
Átlagos vízmélysége 40 cm. A vízfelszín nagy részét növényzet fedi.
Vízhozama függ a csapadék mennyiségétől, hóolvadáskor, nagyobb esőzések idején az átlagos vízhozam a háromszorosára is növekedhet. Székesfehérvárnál 2010 májusában a móri halastavi gátszakadások hatására elindult árhullám miatt a vízhozam elérte az addigi legmagasabb, 29 m³/s értéket; ez már a parttal egyező vízszintet jelentett.

## Part menti települések

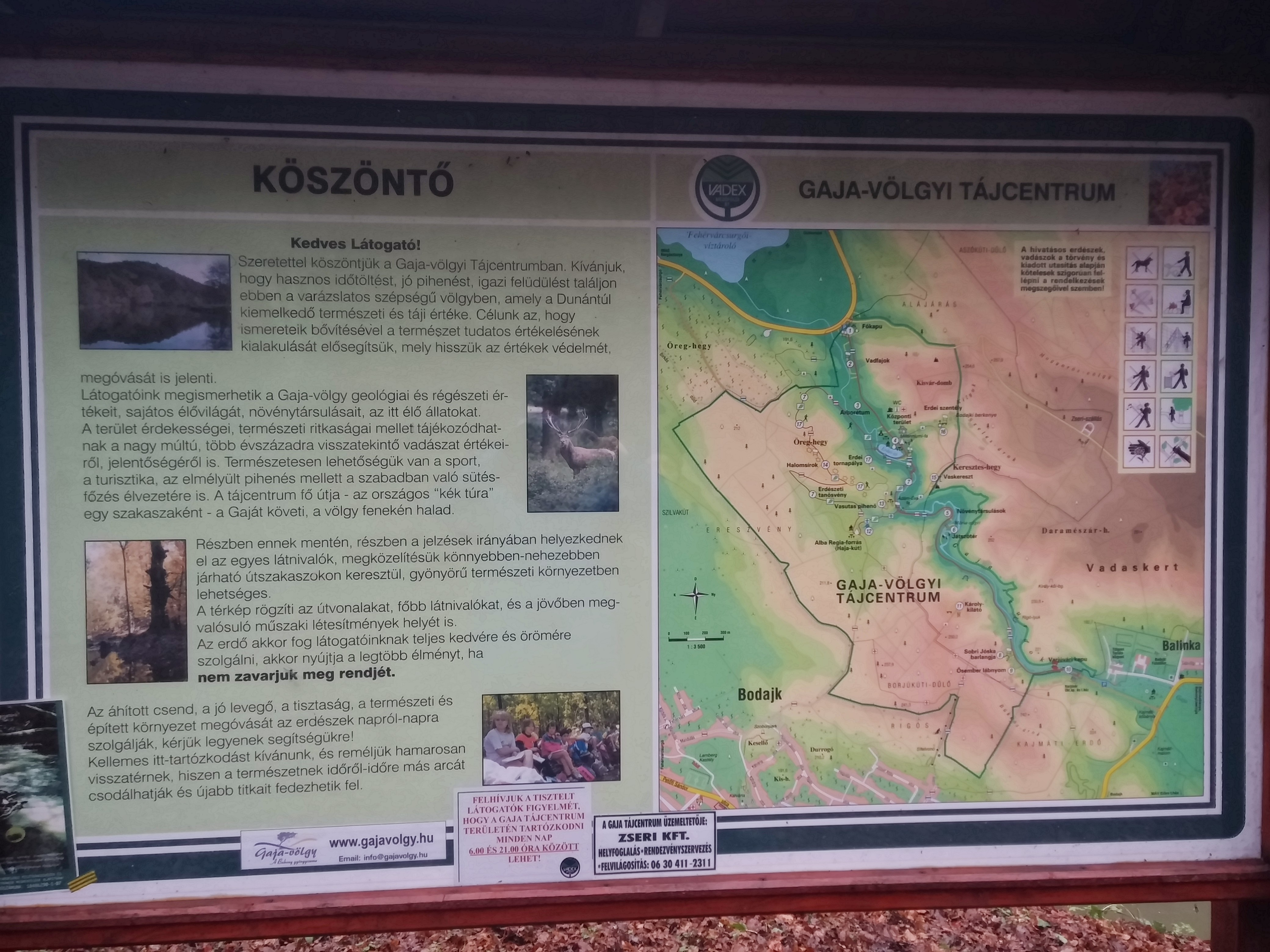
Tájékoztató tábla a Gajavölgyben

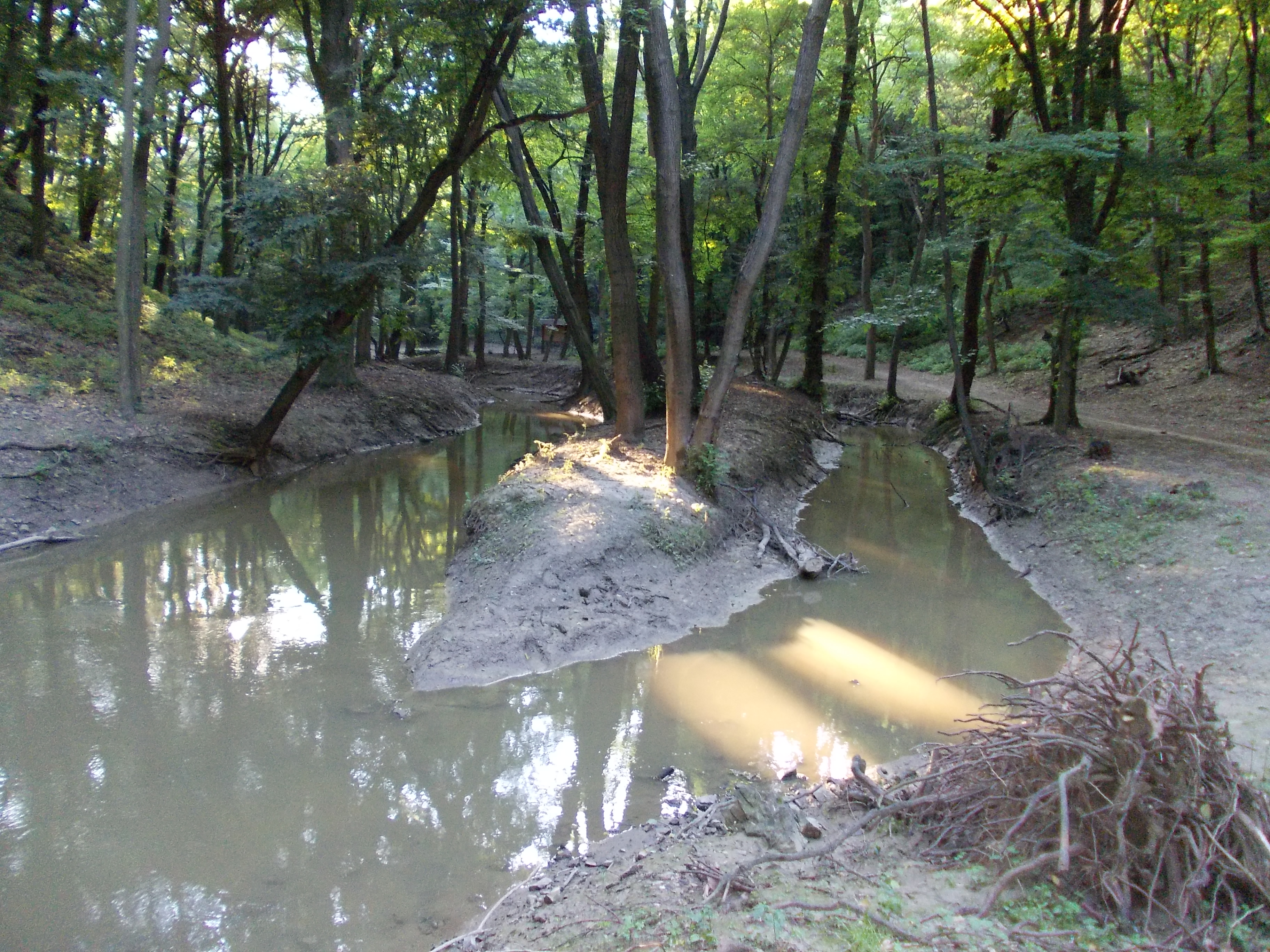
A patak a Gajavölgyben

- Felsőpere
- Nagyesztergár
- Bakonynána
- Jásd
- Bakonycsernye

Fehérvárcsurgó
- Moha
- Sárkeresztes
- Székesfehérvár

## Történelem
A Gaja volt az egyik táplálója azoknak a mocsaraknak, melyek az egykori királyi székhely és koronázóváros, Székesfehérvár falait védték a támadásokkal szemben.
A pataknak régebben nagy gazdasági szerepe volt, szinte minden, hozzá közel eső településen működött 3-4 vízimalom.

## Turizmus
A patak szinte végig gyönyörű, vadregényes tájon halad keresztül, két festői szépségű szurdokvölgye ismert,  a bakonynánai római fürdőnél szurdoka, valamint a fehérvárcsurgói Gajavölgy is, amely több km hosszan elnyúló szurdokvölgy. Utóbbi most már egyre inkább turistaparadicsommá fejlődik.
Horgászati lehetőség van. A víz kezelője a Széchenyi Horgászegyesület. A víztározó alatti szakaszon nem ritka a 2 kg-os ponty sem.